# Championnat National D1
Die Championnat National D1 ist die höchste Spielklasse des nationalen Fußballverbands von Gabun und wurde 1968 gegründet.

## Saison 2022/23
In der Saison 2022/23 nehmen folgenden 14 Mannschaften am Spielbetrieb teil:
| Mannschaft                  | Standort      |
| --------------------------- | ------------- |
| AS Mangasport               | Moanda        |
| CS Bendje (N)               | Port-Gentil   |
| AO Cercle Mbéri Sportif     | Libreville    |
| CF Mounana                  | Mounana       |
| AS Stade Mandji (M)         | Port-Gentil   |
| Vautour Club Mangoungou (N) | Libreville    |
| FC 105 Libreville           | Libreville    |
| Lambaréné AC                | Lambaréné     |
| US Bitam                    | Bitam         |
| Bouenguidi Sports           | Koulamoutou   |
| Missile FC                  | Libreville    |
| AS Dikaki                   | Fougamou      |
| US Oyem                     | Oyem          |
| Lozo Sport FC               | Lastoursville |

## Alle Meister
- 1968: Olympique Sportif (Libreville)
- 1969: Aigle Royal (Libreville)
- 1970–71: Aigle Royal (Libreville)
- 1971–72: Solidarité (Libreville)
- 1972–73: Olympique Sportif (Libreville)
- 1973–74: Police (Libreville)
- 1974–75: Zalang (Libreville)
- 1975–76: Petrosport (Port-Gentil)
- 1976–77: Vautour Club Mangoungou (Libreville)
- 1977–78: Vautour Club Mangoungou (Libreville)
- 1978–79: ASMO/FC 105 (Libreville)
- 1979: Anges (Libreville)
- 1980: USM Libreville
- 1981: USM Libreville
- 1982: ASMO/FC 105
- 1983: ASMO/FC 105
- 1983–84: Sogara (Port-Gentil)
- 1985: ASMO/FC 105
- 1986: ASMO/FC 105
- 1986–87: ASMO/FC 105
- 1987–88: USM Libreville
- 1988–89: Sogara (Port-Gentil)
- 1989–90: JAC (Port-Gentil)
- 1990–91: Sogara (Port-Gentil)
- 1991–92: Sogara (Port-Gentil)
- 1993: Sogara (Port-Gentil)
- 1994: Sogara (Port-Gentil)
- 1995: Mangasport
- 1996: Mbilinga (Port-Gentil)
- 1997: FC 105 Libreville
- 1998: FC 105 Libreville
- 1999: FC 105 Libreville
- 2000: Mangasport
- 2001: FC 105 Libreville
- 2002: USM Libreville
- 2003: Bitam
- 2004: Mangasport
- 2005: Mangasport
- 2006: Mangasport
- 2006–07: FC 105 Libreville
- 2007–08: Mangasport
- 2008–09: Stade Mandji
- 2009–10: Bitam
- 2010–11: Missile
- 2011–12: CF Mounana
- 2012–13: Bitam
- 2013–14: Mangasport
- 2014–15: Mangasport
- 2015–16: CF Mounana
- 2016–17: CF Mounana
- 2017–18: Mangasport
- 2018–19: Cercle Mbéri Sportif
- 2019–20: Meisterschaft abgebrochen
- 2022: AS Stade Mandji
- 2022/23: Meisterschaft abgebrochen
- 2024/25: AS Mangasport